# Conistra rubigineoides
Conistra rubigineoides är en fjärilsart som beskrevs av Charles E. Rungs 1972. Conistra rubigineoides ingår i släktet Conistra och familjen nattflyn. Inga underarter finns listade i Catalogue of Life.